# Derby del Ticino
Il Derby del Ticino è un incontro hockeistico tra l'Ambrì Piotta e il Lugano ed è per tradizione il derby più importante e mediatizzato del Canton Ticino.

## Fatti principali
| Data              | Casa         | Ospite       | Risultato  | Osservazioni                             |
| ----------------- | ------------ | ------------ | ---------- | ---------------------------------------- |
| 11 dicembre 1964  | Lugano       | Ambrì-Piotta | 3 - 6      | 1º derby                                 |
| 30 settembre 1997 | Ambrì-Piotta | Lugano       | 4 - 1      | 100º derby                               |
| 1º dicembre 2009  | Lugano       | Ambrì-Piotta | 5 - 4 d.s. | 100º derby vinto dal Lugano (171º derby) |
| 17 gennaio 2014   | Lugano       | Ambrì-Piotta | 4 - 2      | 100º derby giocato alla Resega           |
| 22 novembre 2014  | Lugano       | Ambrì-Piotta | 4 - 3 d.s. | 200º derby                               |
| 9 gennaio 2015    | Ambrì-Piotta | Lugano       | 3 - 5      | 100º derby giocato alla Valascia         |
| 29 settembre 2023 | Lugano       | Ambrì-Piotta | 4 - 3 d.r. | 250º derby                               |

## Statistiche

### Di squadra - 258 derby (aggiornato al 23 dicembre 2024)
| Tipo di record      | Tipo di record | Ambrì-Piotta            | Lugano                  | Osservazioni               |
| ------------------- | -------------- | ----------------------- | ----------------------- | -------------------------- |
| Vittorie            | globale        | 87                      | 158                     | 13 pareggi                 |
| Vittorie            | ad Ambrì       | 61                      | 58                      | 8 pareggi                  |
| Vittorie            | a Lugano       | 26                      | 100                     | 5 pareggi                  |
| Gol                 | globale        | 724                     | 946                     |                            |
| Gol                 | ad Ambrì       | 392                     | 385                     |                            |
| Gol                 | a Lugano       | 332                     | 562                     |                            |
| Penalità            | globale        | 4052                    | 4060                    |                            |
| Numero di giocatori | globale        | 359                     | 373                     | 54 per entrambe le squadre |
| Spettatori          | globale        | 1'691'843 (media 6'557) | 1'691'843 (media 6'557) | 1'691'843 (media 6'557)    |
| Spettatori          | ad Ambrì       | 809'546 (media 6'374)   | 809'546 (media 6'374)   | 809'546 (media 6'374)      |
| Spettatori          | a Lugano       | 889'030 (media 6'786)   | 889'030 (media 6'786)   | 889'030 (media 6'786)      |

### Individuali - 199 derby
| Tipo di record                            | Dato              | Giocatore                                  | Osservazioni               |
| ----------------------------------------- | ----------------- | ------------------------------------------ | -------------------------- |
| Presenze                                  | 101               | Nicola Celio                               |                            |
| Presenze                                  | 90                | Keith Fair                                 |                            |
| Presenze                                  | 89                | Sandro Bertaggia                           |                            |
| Presenze                                  | 83                | Rick Tschumi                               |                            |
| Presenze                                  | 79                | Julien Vauclair                            |                            |
| Presenze                                  | 76                | Kristen Cantoni                            |                            |
| Presenze                                  | 75                | Tiziano Gianini                            |                            |
| Presenze                                  | 73                | Andy Näser                                 |                            |
| Presenze                                  | 71                | Jean-Jacques Aeschlimann                   |                            |
| Presenze                                  | 68                | Luca Viganò                                |                            |
| Gol                                       | 41                | Peter Jaks                                 |                            |
| Gol                                       | 37                | Jörg Eberle                                |                            |
| Gol                                       | 31                | Hnat Domenichelli                          |                            |
| Gol                                       | 23                | Keith Fair                                 |                            |
| Gol                                       | 21                | Frédy Lüthi                                |                            |
| Assist                                    | 42                | Petteri Nummelin                           |                            |
| Assist                                    | 31                | Hnat Domenichelli                          |                            |
| Assist                                    | 26                | Kent Johansson                             |                            |
| Assist                                    | 25                | Sandro Bertaggia                           |                            |
| Assist                                    | 25                | Peter Jaks                                 |                            |
| Punti                                     | 66                | Peter Jaks                                 |                            |
| Punti                                     | 62                | Hnat Domenichelli                          |                            |
| Punti                                     | 57                | Petteri Nummelin                           |                            |
| Punti                                     | 56                | Jörg Eberle                                |                            |
| Punti                                     | 41                | Andy Ton                                   |                            |
| Penalità                                  | 157'              | Misko Antisin                              |                            |
| Penalità                                  | 130'              | Sandro Bertaggia                           |                            |
| Penalità                                  | 119'              | Alain Demuth                               |                            |
| Penalità                                  | 108'              | Keith Fair                                 |                            |
| Penalità                                  | 101'              | Fredy Lüthi                                |                            |
| Presenze (portieri)                       | 2990'02"          | Pauli Jaks                                 |                            |
| Presenze (portieri)                       | 2280'00"          | Alfio Molina                               |                            |
| Presenze (portieri)                       | 2193'23"          | Thomas Bäumle                              |                            |
| Presenze (portieri)                       | 1695'00"          | Lars Weibel                                |                            |
| Presenze (portieri)                       | 1292'46"          | Cristobal Huet                             |                            |
| Gol subiti (portieri)                     | 188               | Pauli Jaks                                 |                            |
| Gol subiti (portieri)                     | 164               | Alfio Molina                               |                            |
| Gol subiti (portieri)                     | 126               | Thomas Bäumle                              |                            |
| Gol subiti (portieri)                     | 99                | Brian Daccord                              |                            |
| Gol subiti (portieri)                     | 87                | Gerber                                     |                            |
| Gol subiti (portieri)                     | 87                | Lars Weibel                                |                            |
| Shut-out                                  | 4                 | Cristobal Huet                             |                            |
| Shut-out                                  | 3                 | Nolan Schaefer                             |                            |
| Shut-out                                  | 3                 | Thomas Bäumle                              |                            |
| Shut-out                                  | 2                 | Benjamin Conz                              |                            |
| Rete più veloce                           | 15"               | Kari Eloranta                              | Resega, 14 gennaio 1989    |
| Rete più tardiva                          | 76'06"            | Gaetano Orlando                            | Valascia, 1º aprile 1999   |
| Rete più tardiva nei tempi regolamentari  | 59'59"            | Vincent Léchenne                           | Resega, 6 gennaio 1994     |
| Rete più tardiva nei tempi regolamentari  | 59'59"            | Othmar Vogelsang                           | Valascia, 24 ottobre 1978  |
| 2 reti più ravvicinate                    | 10"               | Jeff Hamilton                              | Valascia, 5 gennaio 2010   |
| 2 reti più ravvicinate                    | 10"               | Rick Mettler e Manuele Celio               | Valascia, 21 febbraio 1989 |
| Tripletta più ravvicinata                 | 1'03"             | Bernard Gagnon, Jörg Eberle e Rudolf Jeker | Resega, 23 novembre 1982   |
| Poker in una partita                      |                   | Igor Chibirev                              |                            |
| Poker in una partita                      | Bernard Gagnon    |                                            |                            |
| Poker in una partita                      | Adolfo Juri       |                                            |                            |
| Poker in una partita                      | Eric Westrum      |                                            |                            |
| 5 assist in una partita                   |                   | Christian Dubé                             |                            |
| 5 assist in una partita                   | Oleg Petrov       |                                            |                            |
| 4 assist in una partita                   |                   | Dmitri Kvartalnov                          |                            |
| 4 assist in una partita                   | Gaetano Orlando   |                                            |                            |
| 4 assist in una partita                   | Ville Peltonen    |                                            |                            |
| 4 assist in una partita                   | Patrick Thoresen  |                                            |                            |
| 7 punti in una partita                    |                   | Igor Chibirev                              | 4 gol e 3 assist           |
| 6 punti in una partita                    |                   | Erik Westrum                               |                            |
| 6 punti in una partita                    | Bernard Gagnon    |                                            |                            |
| 6 punti in una partita                    | Dmitri Kvartalnov |                                            |                            |
| 6 punti in una partita                    | Oleg Petrov       |                                            |                            |
| Maggior minuti di penalità in una partita | 34'               | Jason York                                 |                            |
| Maggior minuti di penalità in una partita | 32'               | Alain Demuth                               |                            |
| Maggior minuti di penalità in una partita | 32'               | Vincent Léchenne                           |                            |
| Maggior minuti di penalità in una partita | 30'               | André Rötheli                              |                            |
| Gol in power-play                         | 11                | Jörg Eberle                                |                            |
| Gol in power-play                         | 11                | Peter Jaks                                 |                            |
| Gol in power-play                         | 10                | Hnat Domenichelli                          |                            |
| Gol in power-play                         | 9                 | Petteri Nummelin                           |                            |
| Gol in power-play                         | 8                 | Paolo Duca                                 |                            |
| Gol in box-play                           | 2                 | Hnat Domenichelli                          |                            |
| Gol in box-play                           | 2                 | Keith Fair                                 |                            |
| Gol in box-play                           | 2                 | Dave Gardner                               |                            |
| Gol in box-play                           | 2                 | Peter Jaks                                 |                            |
| Gol in box-play                           | 2                 | Mike Kaszycki                              |                            |
| Gol in box-play                           | 2                 | Frédy Lüthi                                |                            |
| Gol in box-play                           | 2                 | Petteri Nummelin                           |                            |
| Gol in box-play                           | 2                 | Erik Westrum                               |                            |
| Imbattibilità (portieri)                  | 184'39"           | Cristobal Huet                             | Stagione 2000-01           |
| Imbattibilità (portieri)                  | 154'52"           | Benjamin Conz                              | Stagione 2011-12           |
| Imbattibilità (portieri)                  | 153'40"           | Cristobal Huet                             | Stagione 1998-99           |

#### Giocatori scesi in pista con entrambe le maglie
Misko Antisin, Mark Astley, Markus Bachschmied, Silvio Baldi, Elias Bianchi, Mattia Bianchi, Marzio Brambilla, Roman Botta, Dario Bürgler, Krister Cantoni, Ubaldo Castelli, Alessandro Chiesa, Grégory Christen, Paul Di Pietro, Hnat Domenichelli, Keith Fair, Igor Fedulov, John Fritsche, Ryan Gardner, Noël Guyaz, Andreas Hänni, Doug Honegger, Peter Jaks, Dario Kostović, Stéphane Lebeau, Rolf Leuenberger, Daniel Manzato, Trevor Meier, Corey Millen, Giorgio Moretti, Mirko Murovic, Fabio Muttoni, Patrick Rieffel, Luigi Riva, Yannick Robert, Ronnie Rüeger, Roman Schlagenhauf, Daniel Steiner, Claudio Ticozzi, Stefano Togni, Rick Tschumi, Julian Walker e Simon Züger